# Neue Synagoge (Hannover)

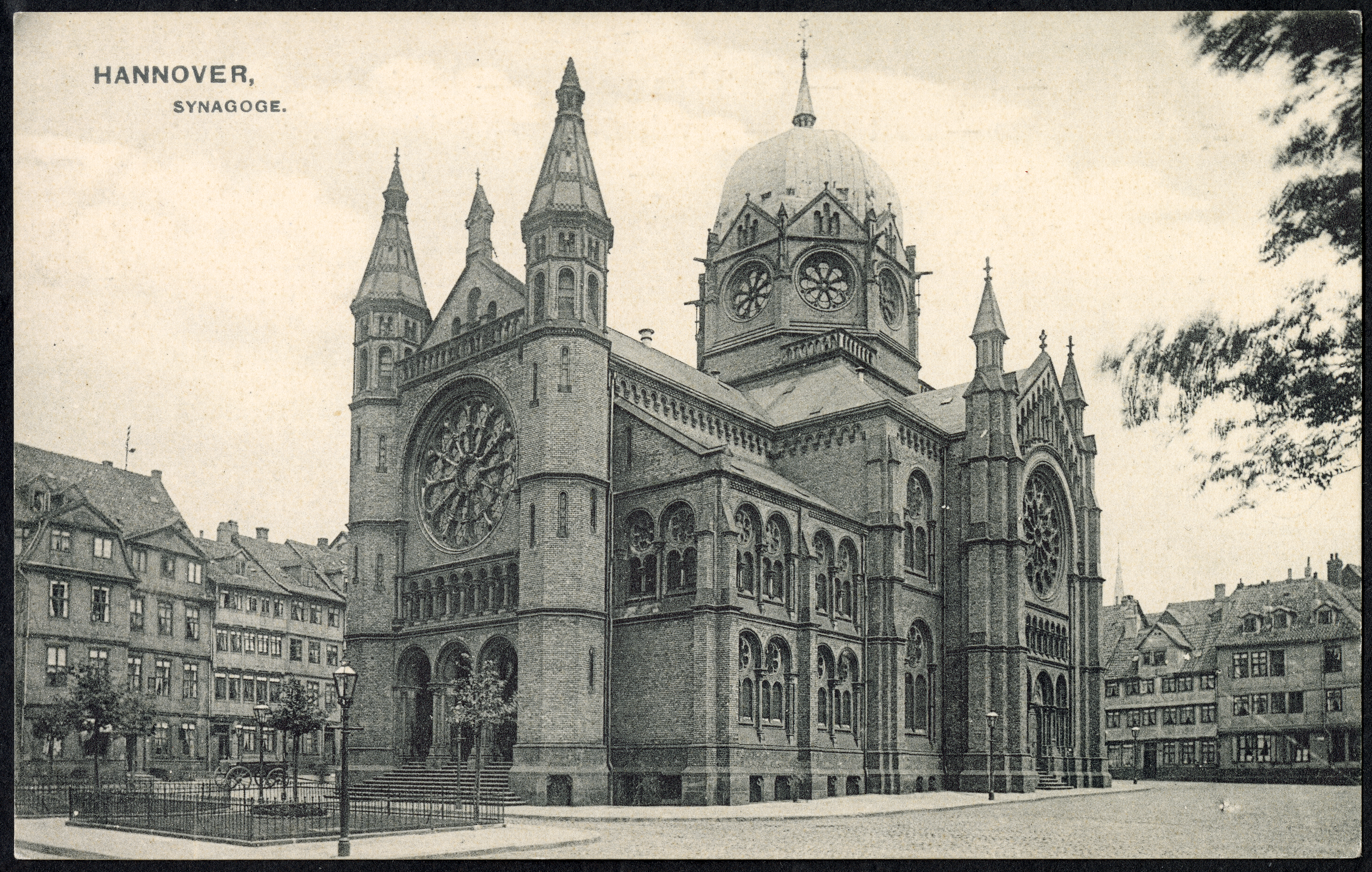
Die Neue Synagoge in der Calenberger Neustadt;
1905 datierte Ansichtskarte mit der fortlaufenden Nummer 4408 aus dem Verlag von Zedler & Vogel

Die Neue Synagoge in Hannover befand sich in der Bergstraße in der Calenberger Neustadt. Die nach Plänen von Edwin Oppler errichtete Synagoge wurde im Stil des Eklektizismus und Historismus nach Vorbildern von St-Augustin in Paris und dem Wormser und Aachener Dom gestaltet. Sie wurde 1870 eröffnet und während der Novemberpogrome 1938 zerstört.

## Baubeschreibung

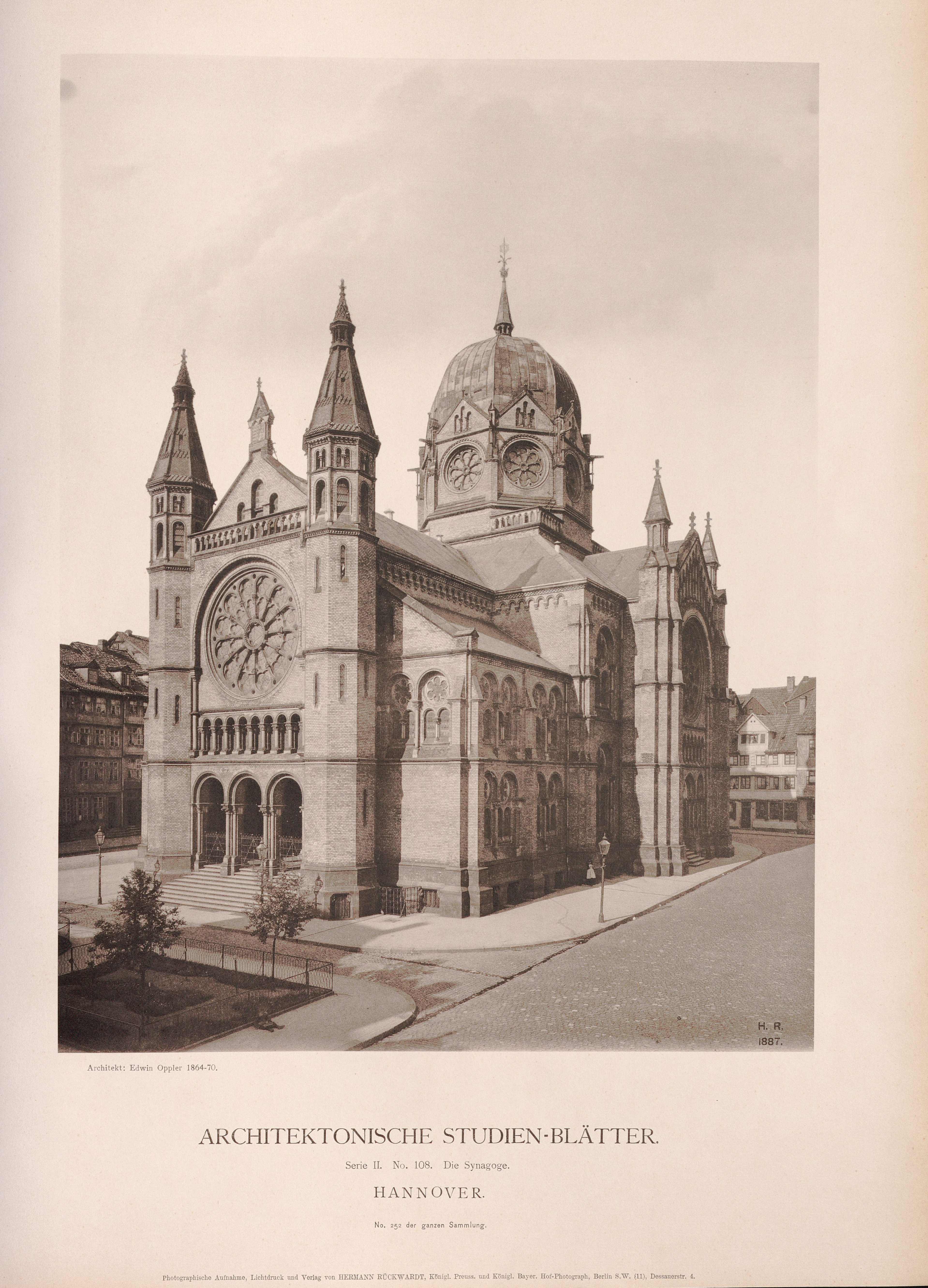
1887: Die Synagoge an der Bergstraße;
Foto, Lichtdruck und Verlag von Hermann Rückwardt, Architektonische Studien-Blätter, Serie II, No. 108

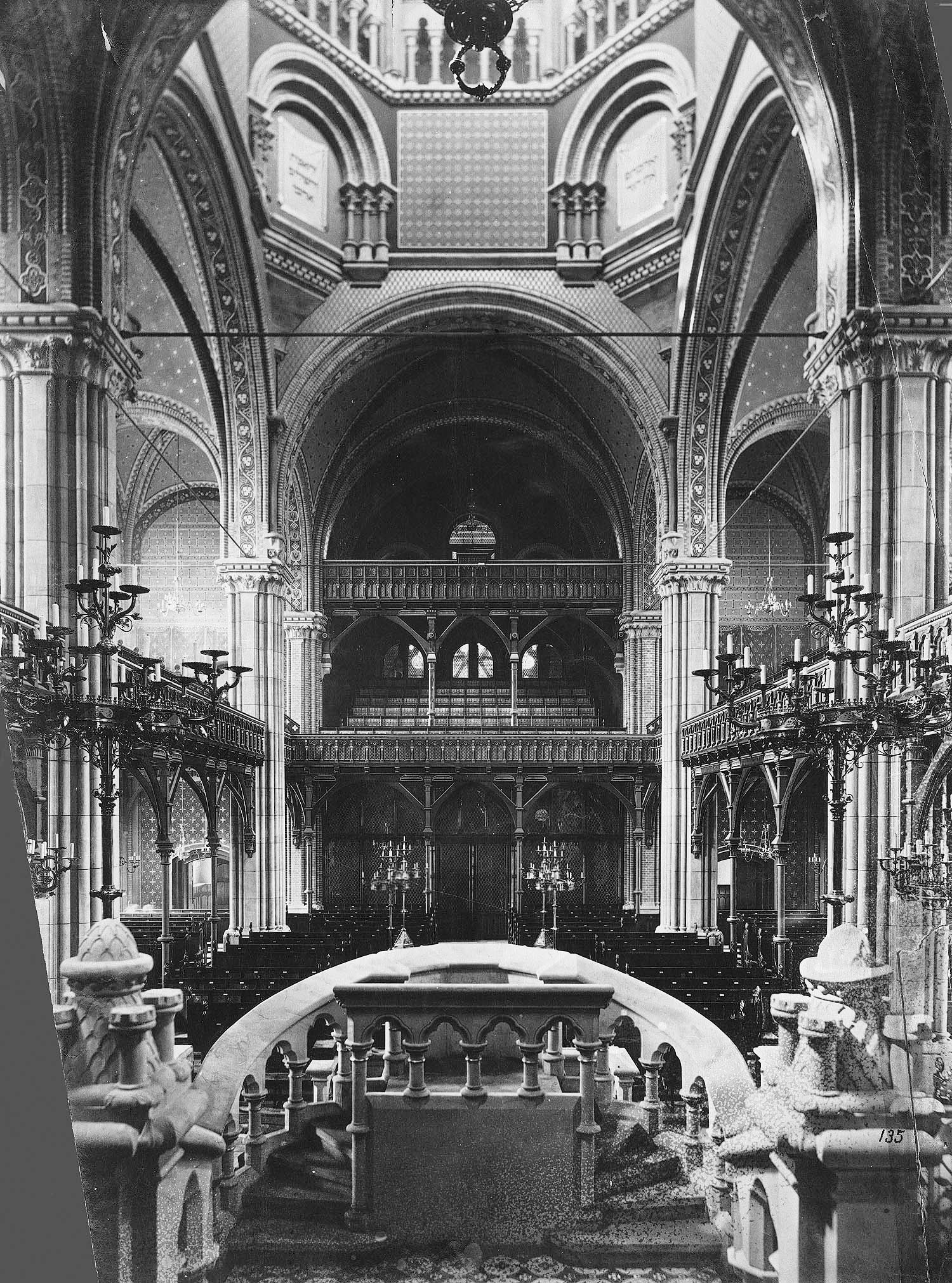
Neue Synagoge, innen um 1890

1895 datierte Innenaufnahme
Albuminabzug; Ausschnitt, Nummer 136

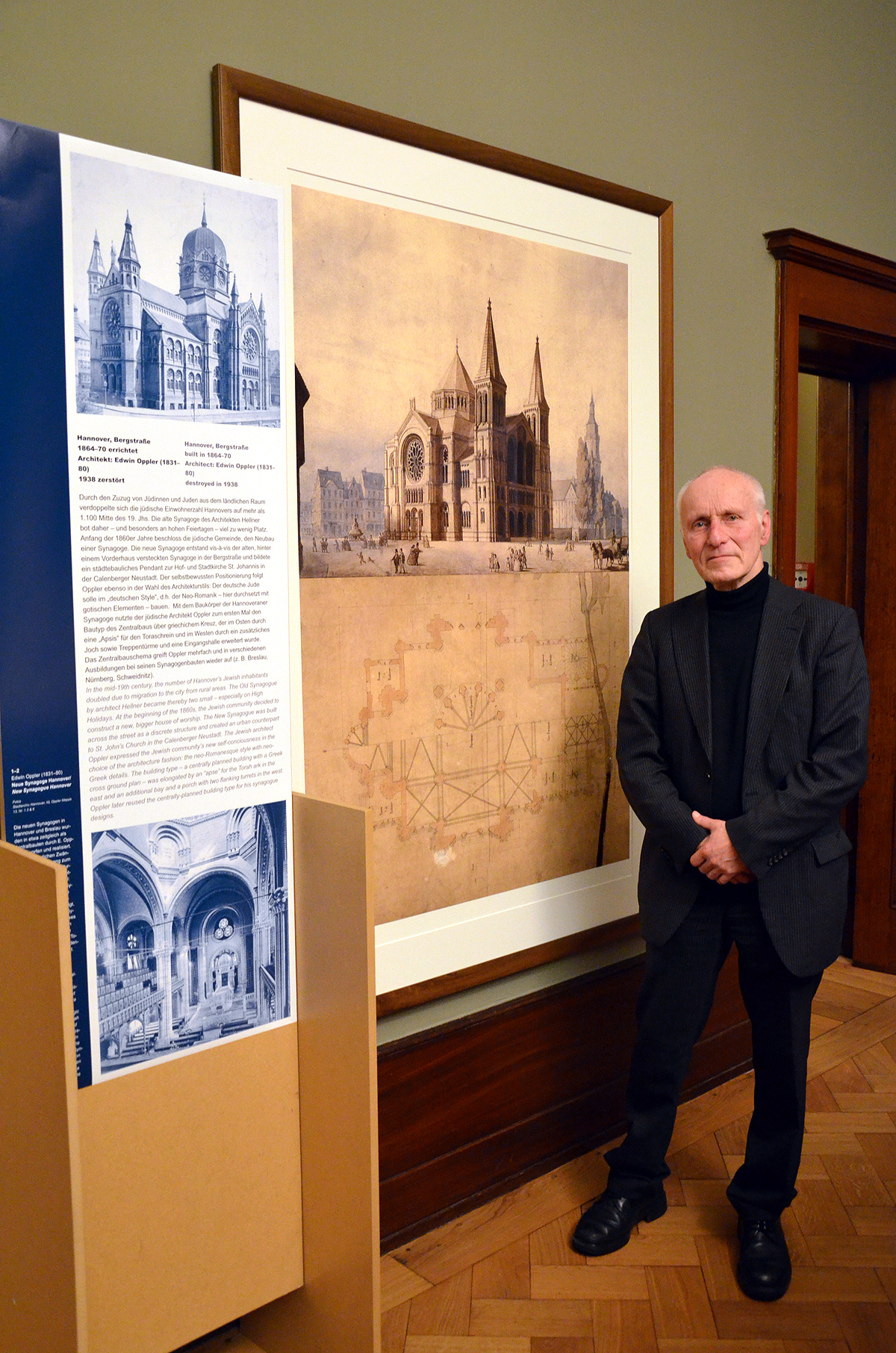
Harmen Thies vor Schautafeln mit Reproduktionen aus dem Stadtarchiv Hannover zu Opplers Synagoge

Die Neue Synagoge wurde in den Jahren 1864 bis 1870 nach Plänen von Edwin Oppler errichtet. Oppler orientierte sich als assimilierter Jude, der einen deutschen Baustil pflegen wollte, an den Synagogen in Worms und Prag sowie an romanischen Dombauten in Deutschland und entwarf einen Zentralbau mit einer Kuppel über dem Almemor. Die Synagoge war dreischiffig und hatte einen angedeuteten kreuzförmigen Grundriss. Die Westfassade, hinter der sich die Vorhalle befand, wies zwei Türme auf, im Osten schloss sich ein Chorraum mit halbkreisförmiger Apsis an, in dem sich der Toraschrein befand. Wies die Neue Synagoge in Hannover noch vereinzelte neogotische Elemente auf, so gestaltete Oppler spätere Synagogenbauten oft rein neoromanisch. Den im 19. Jahrhundert beliebten maurischen Stil lehnte er ab, weil dieser in den Orient gehöre und allenfalls Bezüge zum Islam, aber nicht zum Judentum habe.
Die Hannover Synagoge zeigte eine sorgfältige Mischung rheinischer Kaiserdome im Stil der Romanik mit der Pariser Kirche St. Augustin. Von St. Augustin übernahm der Architekt die grundlegenden Elemente für die Synagogenfassade: So die Stufen, die zu einem dreibogigen Eingang hinaufführten, über dem sich eine niedrige Arkade mit einer Fensterrosette darüber befand, alles unter einem Flachbogen und von einem Dreiecksgiebel gekrönt. Auch die gekrümmte, gerippte Kuppel stammt von dem Pariser Vorbild. Die Türme stammen vom Wormser Dom. Der polygonale Tambour und die Giebel an der Basis der Kuppel stammen vom Aachener Dom. Der Grundriss ist der eines überkuppelten griechischen Kreuzes. Das griechische Kreuz mit Apsis und die Kuppel in Hannover stammen von Prototypen von Kirchen wie den Grundrissen des Petersdoms aus dem frühen 16. Jahrhundert und des Dom von Pavia.
Die Synagoge war aus gelbem Backstein erbaut; Fenster und Gesimse waren mit Sandstein gestaltet. Das Gotteshaus konnte 1100 Menschen aufnehmen; 650 Sitze waren für Männer vorgesehen, 450 auf Emporen, die von gusseisernen Säulen getragen wurden, für Frauen. Die Wände waren farbig gestaltet, die Kuppel blau ausgemalt, die Fenster bunt verglast.

## Geschichte
Der Standort der Synagoge in der Calenberger Neustadt am linken Leineufer hatte historische Gründe: Seit 1588 gewährte ein Statut nur Lutheranern das Wohnrecht in der hannoverschen Altstadt. Die Juden zogen in die damals selbständige Calenberger Neustadt, die aus den Ansiedlungen um die einstige landesherrliche Burg Lauenrode entstanden war. Doch bereits 1593 wurde ihr Gebetshaus „destruiert und abgeschafft“: Sie selber wurden aus der Neustadt vertrieben, 1608 durften sie zurückkehren und stellten 1609 ihre neue Synagoge fertig, die jedoch 1613 erneut niedergerissen wurde. Lange Zeit hatten sie in Hannover keinen Ort mehr, an dem sie Gottesdienste halten konnten. 1688 wurde ihnen in einem Privathaus der Neustadt eine Gebetsstätte erlaubt, bis sie 1703 an der Stelle, an der die 1613 beseitigte Synagoge gestanden hatte, erneut eine Synagoge errichten durften – und zwar an einem abgeschiedenen, für die Öffentlichkeit nicht einsehbaren Platz. Als sie nach 120 Jahren baufällig wurde und abgerissen werden musste, konnten die Juden erneut an derselben Stelle einen klassizistischen Ziegelbau errichten, der 1827 eingeweiht und später „Alte Synagoge“ genannt wurde. Da die Zahl der jüdischen Einwohner Hannovers um die Mitte des 19. Jahrhunderts auf knapp 2 % der Gesamtbevölkerung angestiegen war, reichte der Ziegelbau nicht mehr aus. Die Neue Synagoge entstand jedoch nicht am Ort der Alten, sondern die Gemeinde erwarb für den Neubau ein repräsentatives Grundstück auf dem ehemaligen Posthof in der Nähe der Hof- und Stadtkirche St. Johannis. Diese Lage stellte eine Herausforderung für den Architekten Edwin Oppler dar. Er stellte fest: „Das Gebäude in seiner ganzen Anlage auf einem freien Platz neben einer christlichen Kirche wird der Triumph des Judentums im 19. Jahrhundert sein.“ Und: „Die neue Synagoge in Hannover wird die erste im deutschen Stile sein.“
In den 1930er Jahren wurden mehrere Anschläge auf die Neue Synagoge verübt. Am 6. März 1933 gab es einen ersten Brandanschlag; 1935 wurden erst das Tor und bald darauf auch Fenster der Synagoge beschädigt. Die Neue Synagoge wurde bei den Novemberpogromen am 9. November 1938 in Brand gesteckt. Sie brannte dabei aus. Die SS sperrte die Synagoge ab und um 02:35 Uhr wurde Feueralarm durch die Staatspolizei durchgegeben. Die spät alarmierte Feuerwehr beschränkte sich auf den Schutz der umliegenden Häuser. Später wurde sie gesprengt und abgetragen. An ihrer Stelle entstand um 1940 ein Tiefbunker, der nach dem Krieg in eine Tiefgarage umgewandelt wurde.
1958 wurde wenige Meter vom ehemaligen Standort der Synagoge zur Erinnerung an das Pogrom eine Gedenktafel angebracht. 1978 wurde an der Stelle eine Gedenkstätte eingerichtet, die 1993 erweitert wurde. Sie befindet sich in der Straße Rote Reihe, da die Bergstraße kriegsbedingt nicht mehr besteht. Eine Abbildung der Neuen Synagoge aus der Zeit um 1870 ist im Historischen Museum am Hohen Ufer erhalten. Ein Relief der Neuen Synagoge ist auf Opplers Grab auf dem Jüdischen Friedhof An der Strangriede zu sehen.
1994 wurde auf dem Opernplatz in Hannover das Mahnmal für die ermordeten Juden Hannovers errichtet, das von Michelangelo Pistoletto entworfen worden war. Es erinnert an 6800 Juden, die aus Hannover deportiert wurden. Die Inschriftentexte erwähnen jedoch die zerstörte Synagoge nicht.

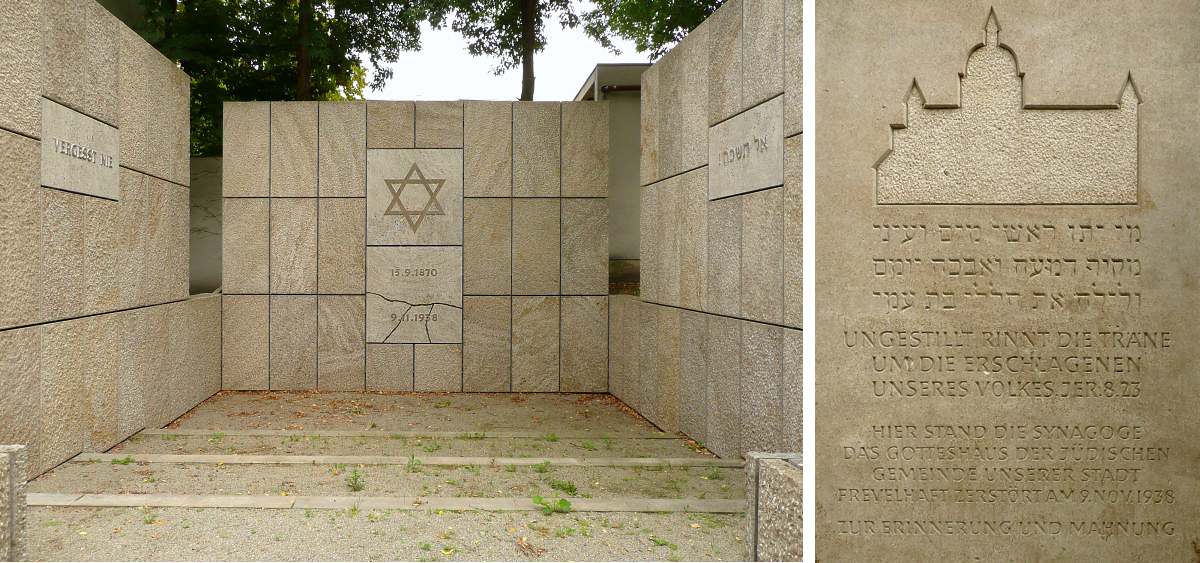
Gedenkstätte und Gedenktafel
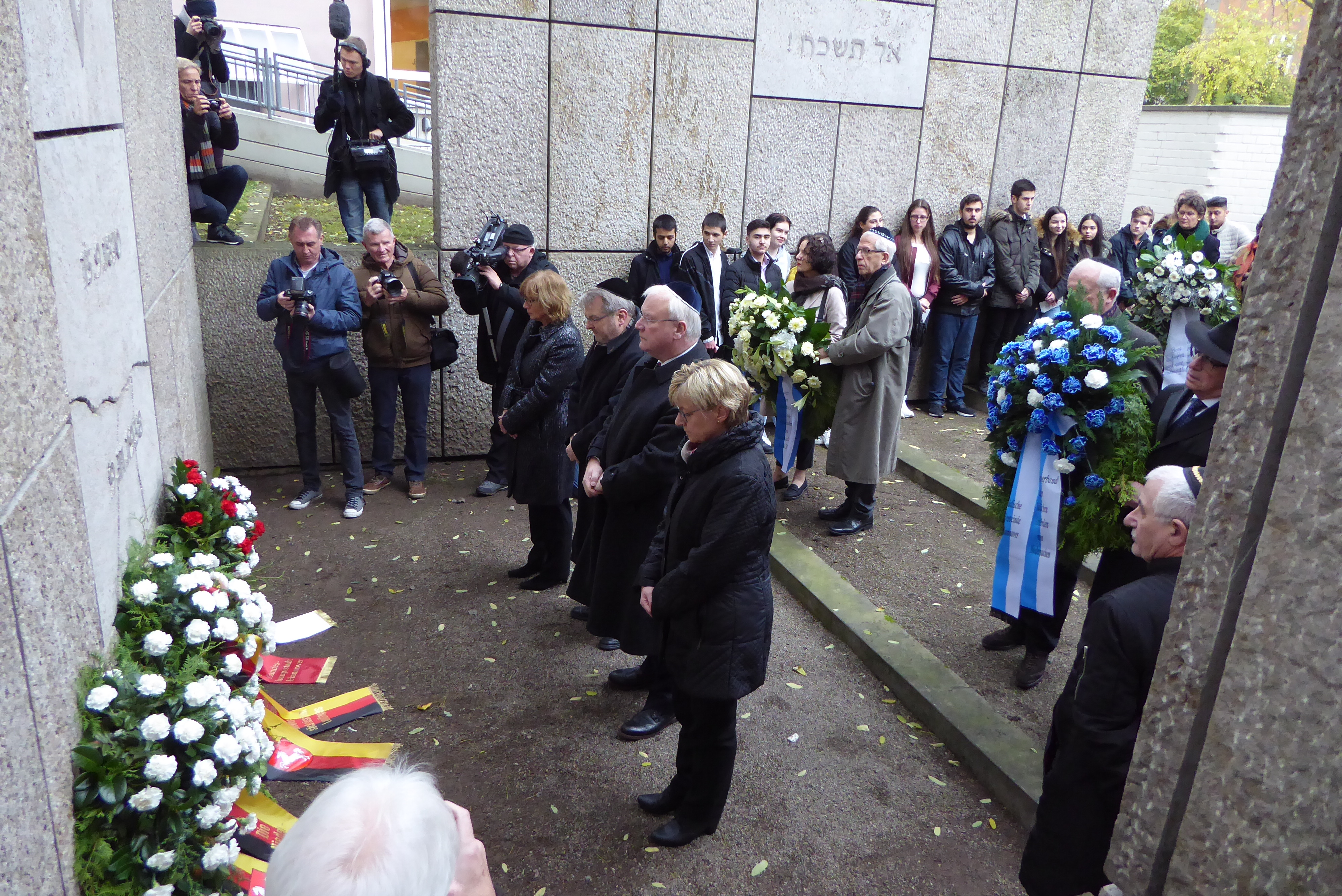
Kranzniederlegung in der Gedenkstätte am 9. November 2017
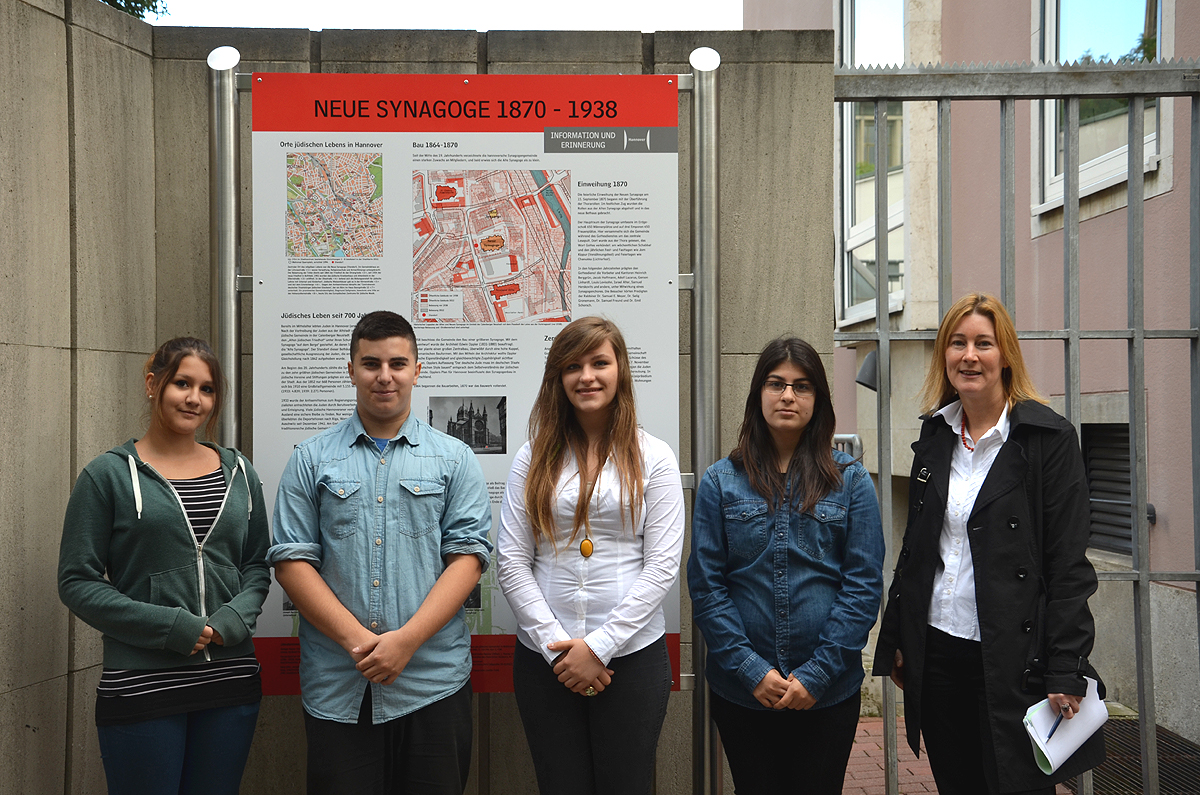
Schüler der Heisterbergschule 2013 am Tag der Enthüllung einer ausführlicheren Informationstafel nahe dem ehemaligen Standort der Synagoge